# Zaus adversipes
Zaus adversipes is een eenoogkreeftjessoort uit de familie van de Harpacticidae. De wetenschappelijke naam van de soort is voor het eerst geldig gepubliceerd in 1873 door Kritchagin.